# 小林距離
数学の分野における小林距離（こばやしきょり、英: Kobayashi metric）とは、小林昭七により1967年に導入された、複素多様体上のある擬距離のことを言う。それはカラテオドリ距離の双対と見なすことが出来、複素解析空間や概複素多様体へと拡張されている。
タイヒミュラー空間上では、小林距離はタイヒミュラー距離と一致し、単位球上では、ベルグマン距離と一致する。
平坦なアフィン構造や射影構造に対して、同様の擬距離を小林は1977年に構成し、その後（正規）射影接続へと一般化した。本質的に同じ構成法は（正規、擬リーマン）共形接続へと応用され、さらに最近では、一般的な（regular）放物幾何学へと応用されている。

## 定義
X を複素多様体としたとき、小林距離 d は、単位円板 D から X へのすべての正則写像 f に対して
{\displaystyle d(f(x),f(y))\leq \rho (x,y)}
を満たすような X 上の擬距離のうち最大のものとして定義される。ここで {\displaystyle \rho (x,y)} は D 上のポアンカレ計量における距離を表す。

## 引用文献
- Kobayashi, Shoshichi (1967). “Intrinsic Metrics on Complex Manifolds”. Bull. Amer. Math. Soc. 73:  347–349.

- Kobayashi, Shoshichi (1970), Hyperbolic manifolds and holomorphic mappings, Pure and Applied Mathematics, 2, New York: Marcel Dekker Inc., ISBN 978-0-8247-1380-5, MR0277770

- Kobayashi, Shoshichi (1977). “Intrinsic distances associated with flat affine or projective structures”. J. Fac. Sci. Univ. Tokyo 24:  129–135. MR445016.